# 艾奥斯科县 (密歇根州)
艾奧斯科县（英語：Iosco County）是美國密西根州下半島東部的一個縣，東臨薩吉諾灣。面積4,897 平方公里 （其中3,475 平方公里即70.96%為水面面積）。根據美國2000年人口普查，共有人口27,339人。縣治托瓦斯城 。
成立於1840年4月1日，原名Kanotin縣，1843年3月8日改名，縣政府成立於1857年2月16日。縣名是美國地理學家、地質學家亨利·斯庫克拉夫特著作Algic Researches筆下虛構英雄的名字。。